# Градуйована алгебра
В математиці градуйованою алгеброю (кільцем, модулем) називається алгебра (кільце, модуль) із спеціальною структурою — градуюванням.

## Градуйовані кільця
Градуйоване кільце A — кільце, що є прямою сумою комутативних адитивних груп:
{\displaystyle A=\bigoplus _{n\in \mathbb {N} }A_{n}=A_{0}\oplus A_{1}\oplus A_{2}\oplus \cdots }
і виконується властивість:
{\displaystyle x\in A_{s},y\in A_{r}\implies xy\in A_{s+r}}
тобто
{\displaystyle A_{s}A_{r}\subseteq A_{s+r}.}
Елементи {\displaystyle A_{n}} називаються однорідними елементами порядку n. Ідеал {\displaystyle {\mathfrak {a}}} ⊂ A називається однорідним, якщо для кожного елемента a ∈ {\displaystyle {\mathfrak {a}}}, всі однорідні складові a також належать {\displaystyle {\mathfrak {a}}.}
Якщо I — однорідний ідеал в A, тоді фактор-кільце {\displaystyle A/I} також є градуйованим кільцем, що має розклад:
{\displaystyle A/I=\bigoplus _{n\in \mathbb {N} }(A_{n}+I)/I.}

## Градуйовані модулі
Подібним чином визначається поняття градуйованого модуля. Модуль M над градуйованим кільцем A називається градуйованим якщо:
{\displaystyle M=\bigoplus _{i\in \mathbb {N} }M_{i},}
і
{\displaystyle A_{i}M_{j}\subseteq M_{i+j}.}

## Градуйовані алгебри
Алгебра A над кільцем R називається градуйованою алгеброю, якщо вона є градуйованою як кільце. У випадку якщо кільце R є також градуйованим, то також вимагається виконання умов: 
1. {\displaystyle A_{i}R_{j}\subset A_{i+j}}, і
2. {\displaystyle R_{i}A_{j}\subset A_{i+j}}.

## G - градуйована алгебра
Нехай A — алгебра над кільцем k, G — моноїд.
Алгебра A називається G-градуйованою, якщо A розкладається в пряму суму k-модулів {\displaystyle A_{g}} по всіх елементах g з G, причому множення в алгебрі узгоджене з множенням в моноїді:
{\displaystyle A_{f}A_{g}\subset A_{fg}}
Якщо ненульовий елемент a належить {\displaystyle A_{g}}, то він називається однорідним степеня g.
Подібним чином можна визначити і G - градуйовані кільця і модулі. 

## Конструкції з градуюваннями
- Якщо A — G-градуйована алгебра, а {\displaystyle \psi :G\to H} — гомоморфізм напівгруп, тоді A наділяється H-градуюванням за правилом:

{\displaystyle A_{h}=\oplus _{g\in G}\{A_{g}|\psi (g)=h\}}
- На будь-якій алгебрі A можна ввести тривіальне градуювання будь-якою напівгрупою G з одиницею e, вважаючи {\displaystyle A_{e}=A}.

- Над полем {\displaystyle \mathbb {C} } будь-яка алгебра A градуюється групою G характерів максимального тора своєї групи алгебраїчних автоморфізмів:

{\displaystyle G=(T(Aut_{k-alg}(A)))^{\vee }:\quad A_{g}=\{a\in A|\phi (a)=g(\phi )a,} для всякого {\displaystyle \phi \in T(Aut_{k-alg}(A))\}}.

## Приклади
- Кільце многочленів від однієї або декількох змінних.
- Кільце когомологій
- Алгебра матриць порядку n градуюється групою {\displaystyle \mathbb {Z} _{n-1}}
- Напівгрупова алгебра {\displaystyle K\left[G\right]}  є G-градуйованою алгеброю.